# Histoire de la maladie de Parkinson

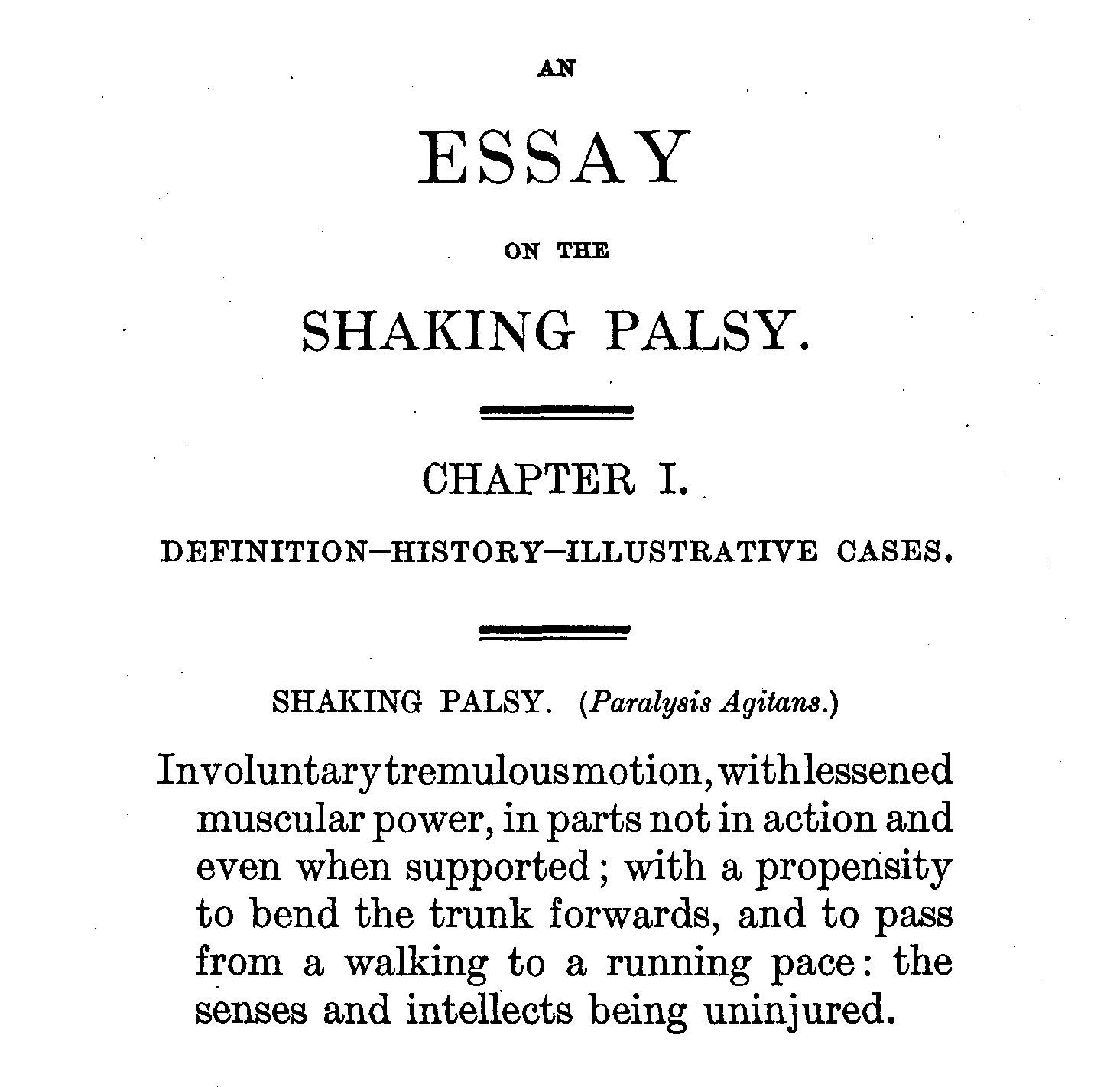
Page de garde du traité de James Parkinson : Essay on the Shaking Palsy (1817)

L'histoire de la maladie de Parkinson (MP) retrace l'évolution au cours du temps des connaissances concernant cette affection neurologique dégénérative caractérisée en 1817 par James Parkinson. Avant lui, d'autres auteurs avaient décrit, sans faire de lien entre eux, divers éléments appartenant à la MP. Celle-ci était connue au XIXe siècle sous le nom de « paralysis agitans » (« shaking palsy » en anglais, « paralysie agitante » en français) que Parkinson lui avait donné. Le terme de  « Maladie de Parkinson » fut introduit par le neurologue français Jean-Martin Charcot. C'est surtout au XXe siècle qu'ont eu lieu les découvertes des mécanismes de la maladie et de ses traitements

## Description anciennes de la MP
Un certain nombre de sources anciennes font état de symptômes évoquant ceux de la MP. Un  papyrus égyptien du XIIe siècle av. J.-C. mentionne le bavement d'un roi âgé et la Bible contient de nombreux passages parlant de tremblement,. Un traité médical ayurvédique du Xe siècle av. J.-C. décrit une maladie qui évolue avec un tremblement, une diminution des mouvements un bavement et d'autres sympômes de MP. En outre, cette maladie est traitée par des remèdes végétaux dérivés de la famille mucuna dont on sait qu'elle comprend des plantes riches en L-DOPA. Galien décrit une maladie qui était presque à coup sûr la MP, comportant des tremblements survenant au repos, des troubles posturaux et une paralysie,.
Après Galien on ne trouve plus aucune trace écrite qui soit certainement en rapport avec la MP jusqu'au XVIIe siècle, à partir duquel divers auteurs isolent des éléments de la maladie, avant la description de Parkinson. Franciscus Sylvius, comme l'avait déjà fait Galien, distingue le tremblement de repos des autres types de tremblement, tandis que Johannes Baptiste Sagar et Gaubius décrivent la festination, un trouble de la marche caractéristique de la MP,,. Le chirurgien John Hunter donne une description complète de la maladie qui pourrait avoir donné à James Parkinson l'idée de colliger et de décrire ses propres patients atteints de « paralysis agitans »,. Enfin, Auguste François Chomel dans son traité de pathologie contemporain de l'essai de Parkinson, donne quelques descriptions de mouvements anormaux et de rigidité  correspondant à ceux observés dans la MP.

## XIXesiècle

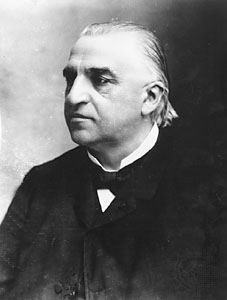
Jean-Martin Charcot en 1890, par Nadar.

En 1817 James Parkinson publie An Essay on the Shaking Palsy portant sur 6 cas de paralysie agitante. Le premier cas a été examiné personnellement par Parkinson, les deux suivants remarqués et interrogés dans la rue, le quatrième perdu de vue, et les deux derniers décrits visuellement mais non examinés. Sur ces éléments (interrogatoire et inspection visuelle), Parkinson donne les caractéristiques du tremblement de repos, des anomalies de la posture et de la marche, de la paralysie et de la diminution de la force musculaire, ainsi que la manière dont la maladie évolue au cours du temps,. Il cite également les contributions d'un grand nombre de ses prédécesseurs. 
Selon les critères modernes (fin XXe siècle), l'essai de Parkinson n'aurait jamais été accepté pour publication. Bien que l'essai de J. Parkinson soit bien accueilli, et par la suite reconnu comme le véritable travail fondateur de la maladie, la maladie ne retient guère l'attention dans les quarante années qui suivent cette publication. 
En 1859, Armand Trousseau fait la différence entre la rigidité et la bradykinésie (lenteur de mouvements), et remet en cause la notion de paralysie.  
De 1868 à 1871, Jean-Martin Charcot approfondit la séméiologie de la maladie qu'il renomme en l'honneur de James Parkinson. Il distingue le tremblement de repos du Parkinson, avec le tremblement intentionnel de la sclérose en plaques. Il précise la notion de rigidité et décrit différentes postures, attitudes et tendances au déséquilibre. Charcot fait cette maladie une névrose, car il ne retrouve aucune lésion du système nerveux central susceptible d'expliquer ces troubles, et parce que les symptômes sont aggravés par l'émotion ou le stress.  
Des données supplémentaires sont apportées par de nombreux cliniciens William Gowers (formes familiales de la maladie en 1888), Kinnier Wilson, Wilhelm Erb... qui précisent et complètent la description initiale de Parkinson. 
En 1893, Paul Oscar Blocq note à l'autopsie d'un patient atteint de Parkinson une lésion du pédoncule cérébral inférieur avec destruction du substantia niagra. Cette première observation est à la source des travaux réalisés au XXe siècle.

## XXesiècle

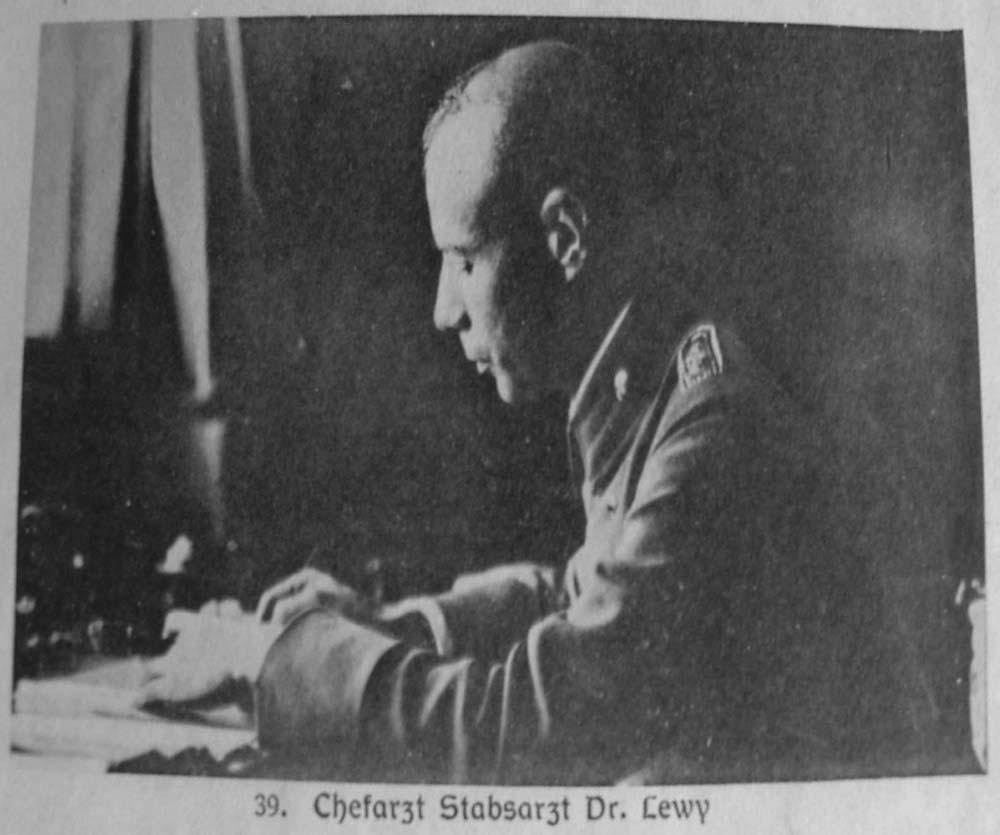
Frederic Lewy (1885-1950), a été le premier à mettre en évidence des anomalies neuropathologiques dans la maladie de Parkinson

Les premières hypothèses concernant le siège anatomique des lésions sont émises 80 ans après le travail de Parkinson : Édouard Brissaud le situe dans le subthalamus ou le pédoncule cérébral et propose comme cause une lésion ischémique.
En 1912, Frederic Lewy décrit des structures pathologiques particulières dans les cerveaux atteints qui seront plus tard dénommés en son honneur les corps de Lewy. En 1919 Konstantin Tretiakoff remarque que la substance noire est la principale structure cérébrale atteinte dans la MP, mais cette découverte n'est pas couramment admise jusqu'à ce qu'elle se voie confirmée par les études complémentaires de Rolf Hassler  publiées en 1938. 
Les protéines synucléines, principales composantes des corps de Lewy sont découvertes en 1997.

## Histoire des traitements
Selon Charcot, tout a été essayé sur les patients atteints de Parkinson, mais avec très peu d'effets. Il recommande l''action sur le tremblement, positive bien que modeste, des alcaloïdes anticholinergiques extraits de la belladone (en particulier l'hyoscine qui sera renommée scopolamine).

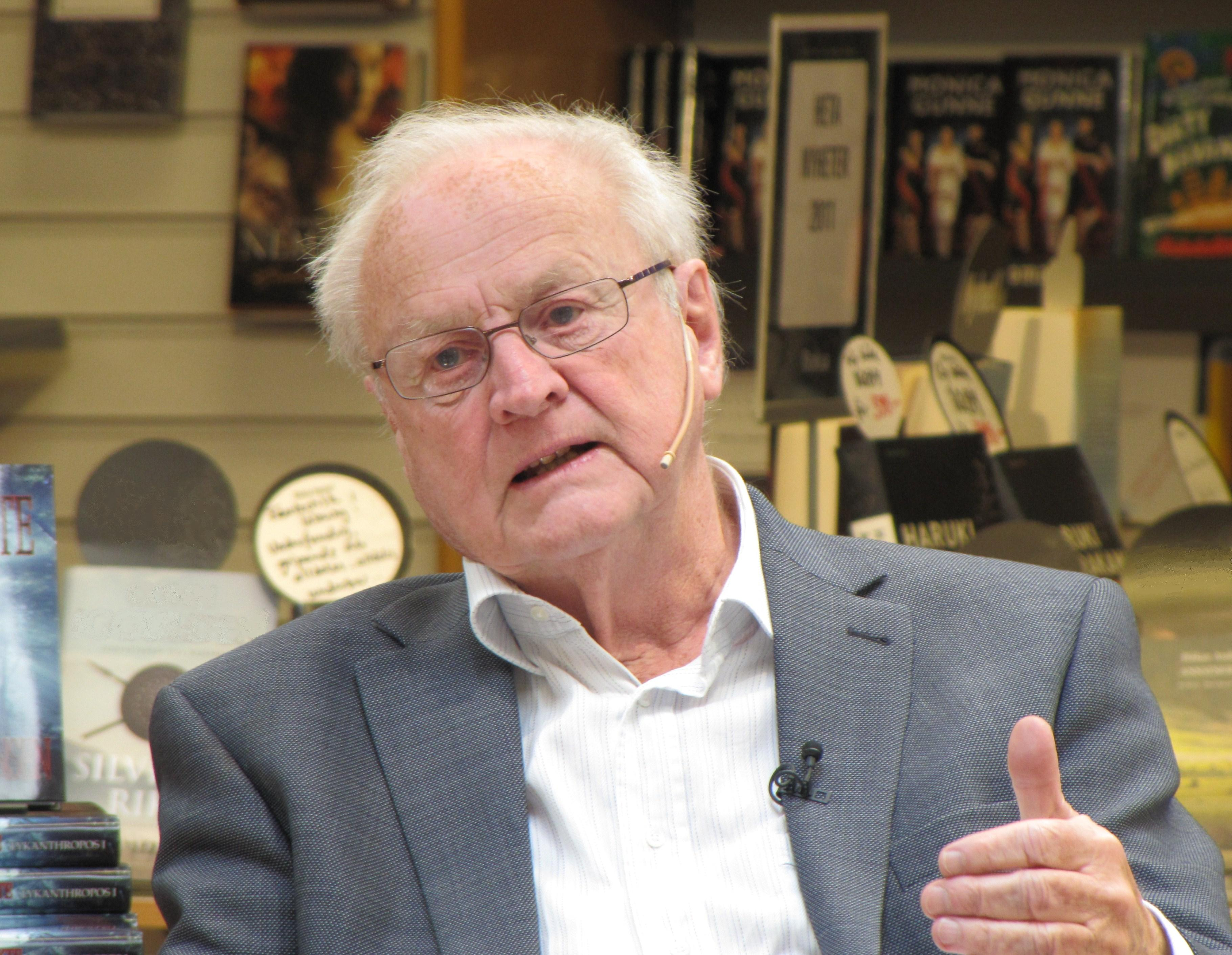
Arvid Carlsson est lauréat en 2000 du prix Nobel de médecine pour sa découverte des mécanismes biochimiques à l'origine de la maladie de Parkinson.

Les méthodes chirurgicales de traitement du tremblement, consistant en la création d'une lésion de certaines régions des ganglions de la base sont initiées dès 1939 et améliorées au cours des 20 années suivantes. Avant cette date la chirurgie consistait à léser le faisceau corticospinal ce qui créait une paralysie qui remplaçait le tremblement. Les anticholinergiques et la chirurgie étaient les seuls traitements jusqu'à l'avénement de la levodopa, qui fit chuter considérablement leurs indications,.
La levodopa (L-dopa) est synthétisée en 1911 par Casimir Funk, mais attire peu l'attention jusqu'au milieu du XXe siècle. Les modifications biochimiques sous-jacentes dans le cerveau sont identifiées dans les années 1950, essentiellement grâce aux travaux d'Arvid Carlsson sur la dopamine comme neurotransmetteur et sur son rôle dans la maladie de Parkinson. 
Carlsson montre que la réserpine induit chez l'animal une bradykinésie (lenteur de mouvement) ressemblant à celle du Parkinson humain, et que cet effet est réversible par l'administration de L-dopa. Les travaux de Carlsson sont couronnés en 2000 par le Prix Nobel.
La L-dopa fait son apparition dans la pratique clinique en 1967, et la première étude clinique d'envergure démontrant une amélioration de l'état des patients atteints de MP sous L-DOPA est publiée en 1968. Cette molécule a permis une véritable révolution dans la prise en charge de la MP,. 
À la fin des années 1980 la stimulation cérébrale profonde, mise au point par A.-L. Benabid et P. Pollak, fait son apparition comme traitement possible du tremblement et des dyskinésies de la MP. Elle est approuvée par la FDA américaine en 1997.